# Łuna 7
Łuna 7 (również: Łunnik 7) – radziecka bezzałogowa misja sondy kosmicznej programu Łuna, przeznaczona do badań Księżyca. Sonda została wystrzelona 4 października 1965 z kosmodromu Bajkonur, jej celem było wykonanie miękkiego lądowania na Księżycu.

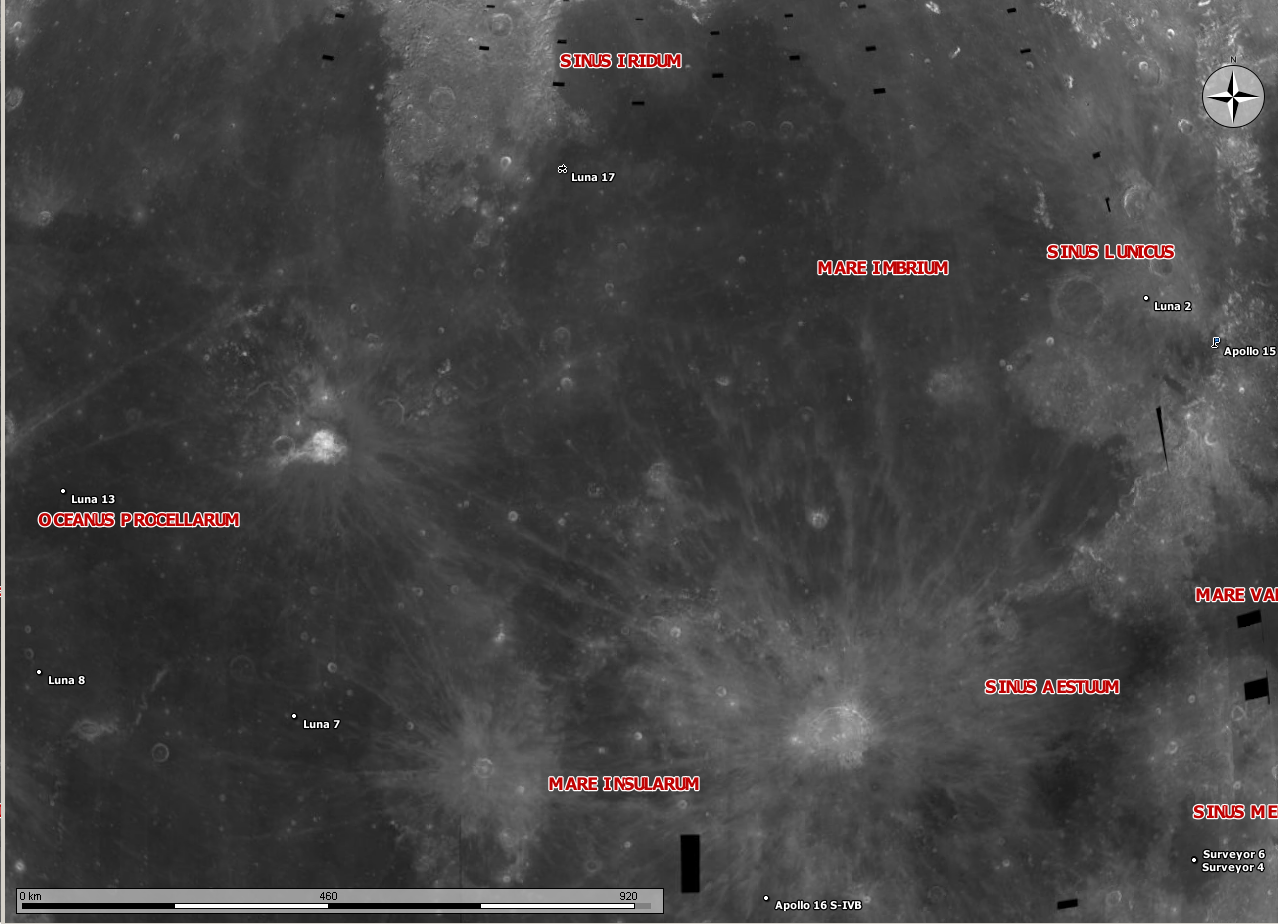
Miejsce lądowania lub rozbicia się różnych misji księżycowych, w tym Łuny 7 (lewy, dolny róg)

Jak zwykle w misjach radzieckich w głęboką przestrzeń kosmiczną, zastosowano pośredni sposób wzlotu z Ziemi, to znaczy sonda została najpierw wprawiona w bliskoziemski ruch satelitarny (na orbitę o parametrach 129 km × 286 km × 64,76°). Urządzenia aparatu włączane były na sygnał radiowy z Ziemi oraz automatycznie. W dniu 5 października wykonana została korekta kierunku oraz prędkości lotu sondy i sfotografowano ją przez teleskop w Krymskim Obserwatorium Astrofizycznym. W dniu 7 października o godzinie 20:58 włączyły się silniki hamujące sondy, a 6 minut później zamilkły sygnały radiowe, ale w 16 minut później można było je odbierać. W ciągu 6 minut po włączeniu silnika hamującego prędkość sondy zmalała o około 1 km/s. W przeciwieństwie do swoich poprzedników, Łuna 7 z powodzeniem przeprowadziła korektę lotu, jednak sonda straciła kontrolę nawigacyjną podczas podejścia do powierzchni Księżyca. Rozbiła się na jego powierzchni 7 października o 22:08:24 czasu UTC, na zachód od krateru Kepler w Oceanus Procellarum – ☾ 9,8°N 47,8°W/9,800000 -47,800000.
Późniejsze śledztwo wykazało, że za niepowodzenie misji odpowiadał czujnik optyczny systemu nawigacyjnego, który został ustawiony pod złym kątem w stosunku do Ziemi. Spowodował on zbyt wczesne wyłączenie silników hamujących. Była to dziesiąta z rzędu porażka w tym programie kosmicznym.